# کولیسون (کانزاس)
کولیسون (به انگلیسی: Cullison) شهری در ایالت کانزاس کشور ایالات متحده آمریکا است که جمعیت آن در سرشماری سال ۲۰۱۰ میلادی، ۱۰۱ نفر بوده‌است.